# Мінеу

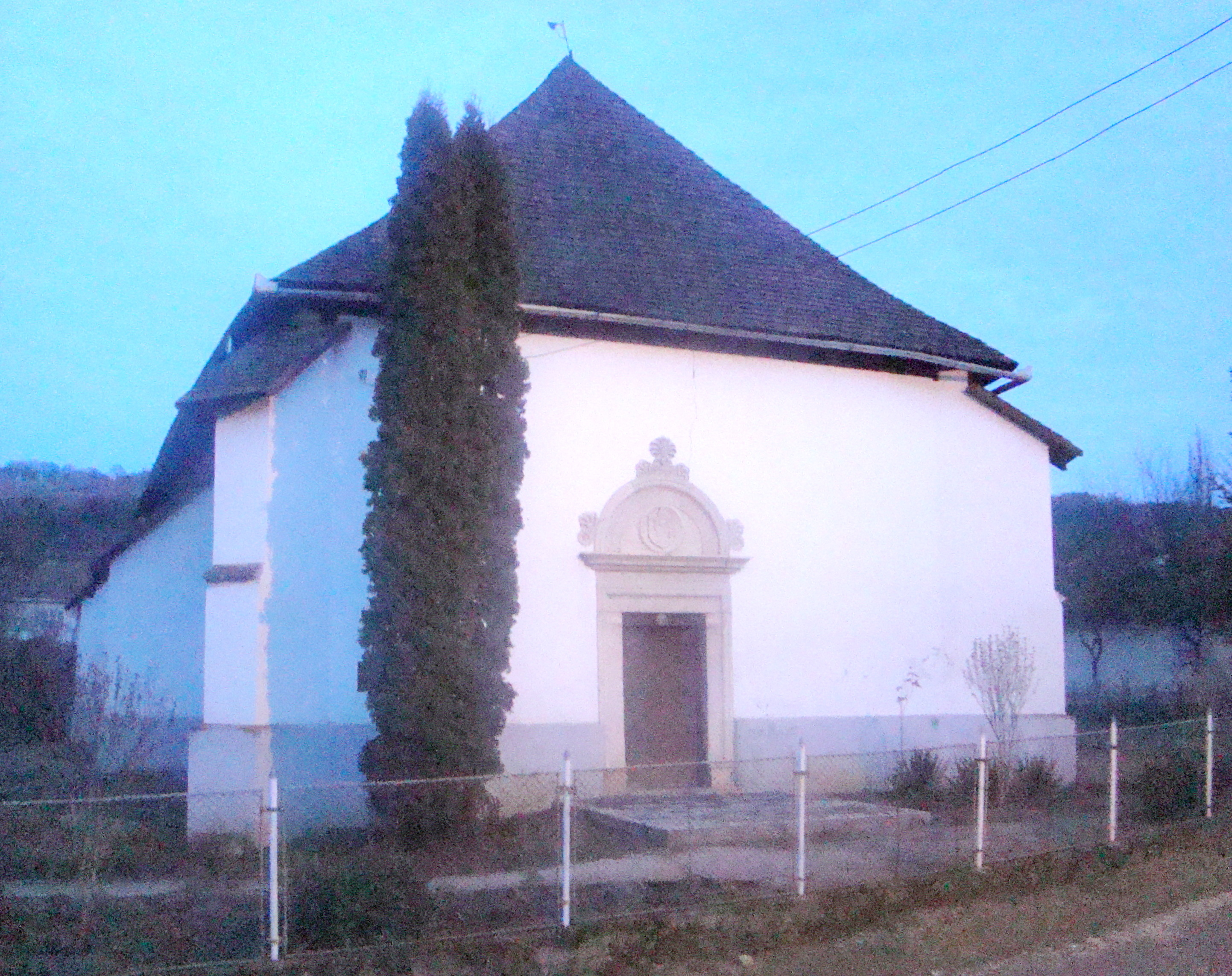

Мінеу (рум. Mineu) — село у повіті Селаж в Румунії. Входить до складу комуни Селециг.
Село розташоване на відстані 398 км на північний захід від Бухареста, 18 км на північ від Залеу, 73 км на північний захід від Клуж-Напоки.

## Населення
За даними перепису населення 2002 року у селі проживали 403 особи.
Національний склад населення села:
| Національність | Кількість осіб | Відсоток |
| -------------- | -------------- | -------- |
| румуни         | 214            | 53,1%    |
| угорці         | 188            | 46,7%    |

Рідною мовою назвали:
| Мова      | Кількість осіб | Відсоток |
| --------- | -------------- | -------- |
| румунська | 214            | 53,1%    |
| угорська  | 188            | 46,7%    |